# ألفرد أبيل
ألفرد أبيل (بالإنجليزية: Alfred Appel)‏ هو كاتب أمريكي، ولد في 31 يناير 1934 في بروكلين في الولايات المتحدة، وتوفي في 2 مايو 2009 في إيفانستون في الولايات المتحدة.